# Lapo Saltarelli
Lapo Saltarelli (?-1320), poète italien, juriste de renom et homme politique de Florence, fut un ami puis adversaire de Dante Alighieri. Lapo est le fils aîné de Guidone Saltarelli de Monte di Croce ou Montedicroce, fief florentin, sur une colline de Pontassieve, dans la basse vallée du Sieve. Le château, lui-même, avait été quasiment détruit par les Florentins, en 1154, lors de la guerre contre le comte Guidi, seigneur du haut Casentino. Devenu propriété des évêques de Florence à partir de 1227, Guido, qui en eut la châtellenie, porta ce nom puis, avec sa famille, vint s'installer à Florence dans le quartier de San Piero Scheraggio,. 

## Biographie
Lapo,.  naquit en Toscane, à Pontassieve, dans la résidence familiale de Torre a Decima. Il était l’aîné d’au moins deux frères : Simone Saltarelli, (1261-1342), procurateur général de l’Ordre des Dominicains, évêque de Parme et archevêque de Pise, et Cerbino dit Bino, né le 11 août 1264,. Cette noble famille possédait à Florence, à côté de la place de la Seigneurie, une maison-tour, la Torre dei Salterelli, sise à l'emplacement de l'actuelle Piazza dei Salterelli.

### Un des premiers poètes italiens
Lapo fut très lié dans sa jeunesse à Dante Alighieri. Ils admiraient ensemble un poète de langue occitane bien oublié, Dante da Maiano. Ces jeunes gens, férus de poésie, couvraient de louanges leur vieux maître d’amour et sa muse, la Nina, que le barbon célébrait comme sa noble Panthère.
On sait aussi que Saltarelli et Guido Cavalcanti (1250-1300) correspondaient sur des questions de droit et rimaient leurs demandes et leurs réponses.

### Un juge controversé
Lapo, homme puissant et brillant, de vaste influence et aux relations importantes, ne sut pas garder ses meilleurs amis. Dino Compagni (1255-1324), poète et gonfalonier de justice, qui avait écrit en son honneur une Canzone a Lapo Saltarelli, le traita ensuite de corrompu et de fraudeur dans sa Cronica delle cose occorrenti ne’ tempi suoi.
Quant à Dante, il l’apostropha en ces termes dans sa Divine Comédie : « Saria tenuta allor tal maraviglia / una Cianghella, un Lapo Salterello, / qual or saria Cincinnato e Corniglia. »,. Que reprochait-il à ce membre fort représentatif de la gente nuova ? Une seule chose et d'importance, d'avoir perverti par ses pratiques l'ancienne classe dirigeante.

### L'homme politique
En mars 1300, Lapo Saltarelli, le gonfalonier Lippo Rinucci-Becca et ser Bondone Gherardi découvrirent et déjouèrent le complot que trois citoyens de Florence, Noffo di Quintavalle, Simone di Gerardo et ser Cambio da Sesto, tramaient à Rome contre l’indépendance de leur cité avec la bénédiction de Boniface VIII.
Leur condamnation, le 18 avril 1300, provoqua l’indignation du pape qui prétendit annuler la sentence. Le 24 avril, il donna des ordres en ce sens à Francesco Monaldeschi (it), l'évêque de Florence. 
Les conseillers de la commune non seulement récusèrent nettement la prétention pontificale, mais défièrent le pontife en appelant Lapo à la charge priorale (la charge municipale la plus haute à Florence) pendant un bimestre du 15 avril au 15 juin 1301. Ce qui lui valut d'être mis en accusation par ses adversaires. 
Les thèmes politiques et philosophiques développés par Dante dans De Monarchia ont muri pendant la lutte menée contre Florence par Boniface VIII, avec le procès intenté à Lapo Saltarelli, et son conflit contre Philippe Le Bel qui lui fit commettre les bulles pontificales Ausculta fili et Unam Sanctam.

### L’exil en Sardaigne
Lapo, Guelfe Blanc tout comme Dante, fut condamné à mort le 10 mars 1302, par la faction noire. Sa peine fut commuée en exil, sans doute parce qu'il était apparenté aux Cherci et dans la sentence de Cante Gabrielibus le bannissant, il est désigné comme Dominum Lapum Saltarelli judicem. 
Il se réfugia en Sardaigne dans le couvent des franciscains de Cagliari et resta dans l’île jusqu’à sa mort. En 1320, il fut inhumé dans l’église San Francesco de Stampace. Sa pierre tombale sur laquelle est gravé son blason a été retrouvée et identifiée.
En 1326, ses biens confisqués furent restitués à ses héritiers grâce à l'intervention de Jean XXII sollicité par Simone, l'archevêque de Pise.

### La descendance des Saltarelli
Bien que marié à une des filles des Cerchi, on ne connaît pas d’enfants de Lapo issus de cette union. Son frère Bino eut deux fils Andrea († 1333) et Michele († 1373), les archives de Santa Maria Novella indiquent qu'ils furent enterrés dans le prieuré florentin de frère Simone,. Quant à Michele, il eut au moins quatre fils Andrea, Lapo, Donato et Simone Saltarelli. Ce dernier entra chez les dominicains et devint évêque de Trieste (1396-1408). 
Une partie de la famille de Michele di Bino resta sur le fief famiial. Dans le seconde moitié du XVe siècle, près de Pontassieve, un moulin sur les rives de la Sieci, affluent de l'Arno, appartenait par héritage, à Scholaio Salterelli qui le loua, en 1487 à Bartolo di Giovanni di Pagolo, un cultivateur et meunier, contre une rente de 90 boisseaux de blé. L'historien Lucien Paul Victor Febvre, dans la revue des Annales de 1972, cite ce même Scholaio Salterelli qui avait placé ses filles dans des monastères. La première se trouvait à celui de Rosano, la seconde à San Giusto. 
C’est de la branche de Michele que sont aussi issus au XVe siècle, l’orfèvre Giovanni, qui tenait boutique sur la via Vacchereccia à Florence, et son frère Jacopo Saltarelli, qui défraya la chronique, en 1476, par ses relations avec Léonard de Vinci. Un siècle plus tard, la divine Maddalena Saltarelli, une courtisane, et ses amies Tullia d'Aragon et la Tortora, affolèrent Florence par leurs frasques amoureuses et leurs tenues vestimentaires.

## Œuvres
Il nous reste quelques sonnets de Lapo dont :
Contr’aggio di grand’ira benvollenza,
Chi se medesmo inganna per negghienza
Vostra quistione è di sottil matera

### Contr’aggio di grand’ira benvollenza
« Contra’ggio di grand’ira benvollenza ;
E per paura ardimento ho mostrato :
 Perduto ho il pianto vinto per sentenza ;
 E tuttor vò seguendo, e son cacciato.
 Del compimento sono alla comenza ;
Fuggemi’l loco, dove era locato :
E il guadagnar mi par, che sìa perdenza ;
 Amar mi sembra dolce assaporato.
Così m’ha travagliato accorta cosa,
Cioè Amore ; che a vegliar dormendo,
Mi face straniare, ove io son conto.
Che spesse volte appello fior la rosa ;
E contradico là ve non contendo :
D’amar credo asbassare, e pur sormonto. »

Ce fut au cours de son exil en Sardaigne qu’il composa ce poème. Par l’élégance et le rythme de sa langue, le grand pétrarquien, Pietro Petteruti Pellegrino, le considère  comme un précurseur de Pétrarque.